# Комарево (Озерський район)
Комарево (рос. Комарево) — село у Озерському районі Московської області Російської Федерації

## Розташування
Село Комарево входить до складу міського поселення Озьори, воно розташовано на березі Оки. Найближчі населені пункти Александровка, Тарбушево. Найближча залізнична станція Озьори.

## Населення
Станом на 2010 рік у селі проживала 91 людина